# Araneoidea
Araneoidea è una  superfamiglia di aracnidi araneomorfi che comprende quindici famiglie:
- Anapidae SIMON, 1895
- Araneidae SIMON, 1895
- Cyatholipidae SIMON, 1894
- Linyphiidae BLACKWALL, 1859
- Mysmenidae PETRUNKEVITCH, 1928
- Nesticidae SIMON, 1894
- Physoglenidae PETRUNKEVITCH, 1928
- Pimoidae WUNDERLICH, 1986
- Sinopimoidae LI & WUNDERLICH, 2008
- Symphytognathidae HICKMAN, 1931
- Synaphridae WUNDERLICH, 1986
- Synotaxidae SIMON, 1894
- Tetragnathidae MENGE, 1866
- Theridiidae SUNDEVALL, 1833
- Theridiosomatidae SIMON, 1881